# HMS Cumberland (57)
HMS Cumberland byl těžký křižník sloužící v Royal Navy v období druhé světové války. Byl jednou ze sedmi lodí třídy Kent, která byla první skupinou třináctičlenné třídy County.
Křižník byl dokončen v roce 1928. V letech 1935–1936 byl přestavěn s důrazem na zlepšení pancéřové ochrany. Nově instalovaný boční pancéřový pás měl sílu 114 mm. Loď byla dále vybavena katapultem a hangárem.
Po vypuknutí války byl Cumberland součástí jedné ze skupiny, pátrajících po německém těžkém křižníku Admiral Graf Spee – shodou okolností té, která loď vypátrala a střetla se s ním. Bitvy u ústí Rio de La Plata se však neúčastnil, jelikož byl v té době v opravě na Falklandských ostrově. Po bitvě se Admiral Graf Spee uchýlil k opravám do Montevidea a právě připlutí Cumberlandu značně snížilo jeho šance na únik a vedlo německého kapitána lodi k rozhodnutí ji potopit.
Ve dnech 23.–25. září 1940 byl Cumberland součástí britských sil, které v rámci operace Menace napadly a neúspěšně se pokusily obsadit Vichistickou Francii ovládaný přístav Dakar. V boji byl poškozen pobřežní baterií. V roce 1940 se také dvakrát podílel na pronásledování německého pomocného křižníku Thor. V letech 1941–1944 se pak podílel zejména na ochraně arktických konvojů. V roce 1944 byl Cumberland odeslán na Dálný východ, kde operoval až do konce války.
V letech 1946–1949 byl převeden do rezervy. Poté byl křižník přestavěn, přezbrojen a používán pro zkušební účely. V roce 1959 byl sešrotován.